# Beleg van Syracuse (278 v.Chr.)
De Belegering van Syracuse in 278 v.Chr. was de laatste poging van de Carthagers om de stad Syracuse te veroveren. Syracuse was verzwakt door de burgeroorlog tussen Thoenon en Sostratus, dus grepen de Carthagers hun kans, ze belegerden Syracuse ter land en ter zee. Thoenon en Sostratus vroegen hulp aan koning Pyrrhus van Epirus om Syracuse te komen helpen. Pyrrhus was immers al dichtbij wegens zijn oorlog tegen de Romeinen. Toen hij aankwam trok het Carthaagse leger zich terug zonder slag.

## Carthago valt Syracuse aan
Hicetas, de tiran van Syracuse, was van de troon gestoten door Thoenon. Nadat hij dit gedaan had, werd Thoenons macht aangevochten door Sostratus. Sostratus kon het grootste deel van Syracuse veroveren, maar Thoenon behield het deel van Syracuse op het eiland Ortygia.
Toen de twee strijdende partijen in Syracuse onderling verdeeld en verzwakt waren geworden, gebruikten de Carthagers deze situatie door de stad te belegeren over land en over zee. Ze blokkeerden de Grote Haven met honderd schepen en belegerden de muren met 50.000 soldaten, terwijl ze de akkers rond de stad plunderden. Om de stad te redden vroegen beide tirannen van Syracuse hulp aan Pyrrhus van Epirus. Ze verwachtten wel dat hij zou komen, omdat zijn vrouw Lanassa de dochter was van Agathocles van Syracuse, een vroegere tiran van Syracuse.

## Pyrrhus komt aan bij Syracuse
Pyrrhus, die oorlog aan het voeren tegen de Romeinen in Zuid-Italië, ging in op dit voorstel. De reputatie van Pyrrhus als bevrijder van de Grieken van de barbaren zou beschadigd zijn geraakt als Syracuse zou worden veroverd door Carthago. Syracuse bood ook de mogelijkheid om een inval te doen in Lybië, zoals Agathocles hem al had voorgedaan.
In 278 v.Chr. kwam Pyrrhus aan op Sicilië. Op dit moment sloot hij ook een alliantie met Tyndarion, de heerser van Tauromenium. Nadat hij hulptroepen had ontvangen uit deze stad ging hij verder naar Catana. Terwijl hij met zijn leger en vloot naar Syracuse trok, hadden de Carthagers al dertig van hun schepen weggezonden. Het overgebleven deel van de vloot en het leger trok zich terug bij Pyrrhus' aankomst en hij kon Syracuse ongehinderd binnenmarcheren. Nadat Thoenon en Sostratus de stad aan hem hadden overhandigd, verzoende hij hen met elkaar.

## Gevolgen
Pyrrhus voegde de Syracusaanse vloot toe aan zijn eigen vloot. Deze bestond uit 120 schepen, waardoor hij zijn vloot uitbreidde tot 200 schepen. Heracleides, de heerser van Leontini, gaf zijn stad en leger, bestaande uit 4.000 infanterie en 500 cavalerie, ook aan hem. Nadat hij nog meer andere Siciliaanse steden had gekregen door zijn allianties, begon hij er zelfs op te hopen om Lybië te veroveren.
Pyrrhus weigerde Carthago's vredesvoorstel en viel hun grondgebied op Sicilië aan. Door zijn toedoen was er nog maar één Carthaagse stad op Sicilië: Libyaeum. Pyrrhus belegerde Libyaeum maar kon de stad niet innemen omdat Carthago nog steeds de zee beheerste en de stad voedselvoorraden kon blijven sturen. Hij hief het beleg op en begon zich voor te bereiden om Lybië aan te vallen met zijn vloot.
Deze keer werd Pyrrhus hiervan echter weerhouden omdat de Syracusanen zijn autoritair gedrag begonnen te wantrouwen en hem als een tiran begonnen te zien. De druppel die de emmer liet overlopen was voor de Grieken de executie van Thoenon. Zelfs toen Thoenon en Sostratus al een alliantie met Pyrrhus gesloten hadden, vertrouwde hij hen beiden niet. Toen Sostratus zich niet meer veilig voelde en op de vlucht sloeg, beschuldigde Pyrrhus Thoenon dat hij samenzwoer met Sostratus en liet hem terechtstellen. De Siciliaanse Grieken begonnen zich vijandig tegenover hem te gedragen, en enkele steden sloten zelfs een bondgenootschap met de Carthagers en de Mamertijnen. Op dit moment besloot hij om terug te keren naar Italië om de Samnieten en de inwoners van Tarentum te helpen, die weer aan de verliezende hand waren tegen de Romeinse Republiek.